# Terellia plagiata
Terellia plagiata är en tvåvingeart som först beskrevs av Anders Gustav Dahlbom 1850.  Terellia plagiata ingår i släktet Terellia och familjen borrflugor. Enligt den finländska rödlistan är arten starkt hotad i Finland. Arten är reproducerande i Sverige. Artens livsmiljö är torra gräsmarker. Inga underarter finns listade i Catalogue of Life.